# Назаров Євгеній Миколайович
Євге́ній Микола́йович Наза́ров (нар. 23 січня 1972, Харків, УРСР, СРСР) — український футболіст, що виступав на позиції півзахисника, та футбольний тренер. Батько української фігуристки Олександри Назарової.

## Життєпис

### Ігрова кар'єра
Євгеній Назаров народився 23 січня 1972 року в місті Харків. Вихованець клубної академії харківського «Металіста», у якому й розпочав кар'єру професіонального футболіста. З 1987 по 1991 рік виступав за дубль «Металіста», загалом за дубль зіграв 62 матчі та забив 6 м'ячів. За основну команду харків'ян у кубку та чемпіонаті дебютував у 1991 році (1 матч — у чемпіонаті, 2 — у кубку). З 1992 по 1995 рік виступав за головну команду харків'ян, у складі команди в чемпіонатах України зіграв ще 113 матчів (забив 9 м'ячів), ще 12 поєдинків Євгеній зіграв у кубку України.
У 1995 році транзитом через «Зорю-МАЛС» (у складі луганців зіграв лише 4 поєдинки) перейшов до львівських «Карпат». У складі львів'ян Євгеній виступав із 1996 по 2001 рік, за цей час у чемпіонатах України він зіграв 122 поєдинки та відзначився 13 голами, ще 19 матчів він зіграв у Кубку України (4 голи). Крім основної команди «Карпат», виступав у цей період і за їх друголіговий фарм-клуб, «Карпати-2», де зіграв 9 матчів та забив один м'яч.
У 2001 році повернувся до «Металіста», у складі якого виступав до 2003 року. За цей час у складі основної команди харків'ян у чемпіонатах України зіграв 57 матчів (4 голи), у кубку України — 7 матчів (1 гол). Крім основної команди «Металіста» виступав також за фарм-клуб харківської команди, «Металіст-2».
У сезоні 2003/04 знову виступав за львівські «Карпати», за які в усіх турнірах відіграв лише 2 поєдинки, а також за луцьку «Волинь».
Завершував кар'єру футболіста Євгеній у рідному Харкові, у складі місцевого «Геліоса», за який виступав із 2004 по 2006 рік. Протягом цього часу Євгеній Назаров у Першій та Другій лігах чемпіонату України відіграв 59 матчів та забив 6 м'ячів, ще 2 матчі за харків'ян він відіграв у кубку України.

### Тренерська кар'єра
У 2007—2021 роках Євгеній Назаров працював головним тренером «Енергетика» з Солоницівки. Під його керівництвом «Енергетик» тричі (у 2008, 2010 та 2021 роках) здобував срібні медалі чемпіонату Харківської області, двічі — бронзові нагороди (2007, 2014), а також п'ять разів ставав фіналістом кубку області (2007, 2009, 2010, 2012, 2021).
У 2017 році Назаров став паралельно тренувати дітей в ДЮФСШ «Металіст 1925». З липня 2025 року працює старшим тренером юнацької (U-19) команди «Металіста 1925».